# Wisecrop
Wisecrop é uma empresa portuguesa que desenvolve uma plataforma digital voltada para a gestão de explorações agrícolas. Combinando tecnologia avançada, inteligência artificial e conectividade, a Wisecrop permite monitorizar culturas, otimizar processos e aumentar a eficiência da produção agrícola. A plataforma é utilizada por agricultores, técnicos, associações, prestadores de serviços, entidades governamentais e universidades.

## História
A Wisecrop foi fundada em 2014 no Porto, Portugal, com a missão de auxiliar os agricultores na transição para a digitalização e modernização do setor agrícola. Desde então, tem trabalhado continuamente no desenvolvimento de soluções que melhoram a produtividade agrícola e promovem a sustentabilidade ambiental.

## Sustentabilidade e impacto ambiental
A Wisecrop posiciona-se como uma solução inovadora para promover a sustentabilidade na agricultura. Através da monitorização detalhada das condições do solo, do clima e das culturas, a plataforma ajuda os agricultores a reduzirem o consumo de água e fertilizantes, diminuindo o impacto ambiental da produção agrícola.

## Presença na imprensa
Desde a sua fundação, a Wisecrop tem sido alvo de atenção mediática tanto em Portugal como no estrangeiro, devido ao seu impacto na digitalização e sustentabilidade do setor agrícola. Algumas das referências nos media incluem:  
- Em 2021, a revista Vida Rural publicou um artigo detalhado sobre a contribuição da Wisecrop para a modernização da agricultura portuguesa, destacando a sua capacidade de ajudar os agricultores a enfrentar os desafios das alterações climáticas.
- O jornal Público descreveu a Wisecrop como uma das startups tecnológicas mais promissoras de Portugal no setor agrícola, referindo-se à sua abordagem inovadora para a integração de sensores e sistemas inteligentes.[2]
- Em 2022, a empresa foi destacada no programa Contas Poupança da SIC como uma ferramenta essencial para a gestão eficiente dos recursos hídricos na agricultura, ajudando a reduzir custos e desperdícios.
- Artigos no Expresso, no Jornal de Negócios e no Diário de Notícias enfatizaram o papel da Wisecrop na transição digital da agricultura, destacando parcerias estratégicas com associações agrícolas.[3][4][5]

## Reconhecimento e prémios
A Wisecrop tem sido reconhecida por instituições nacionais e internacionais pela sua inovação e impacto no setor agrícola. Entre as distinções, destacam-se:  
- Prémio "The Best Startup" (2018).[1]

- Inclusão de Tiago Sá, CEO da Wisecrop, na lista 30 Under 30 Europe da revista Forbes, na categoria de empreendedores sociais, em 2019.[6][7]
- Prémio de Inovação Agrícola atribuído pela Confederação dos Agricultores de Portugal (CAP) em 2020.
- Distinção como uma das 50 startups mais inovadoras na área de AgTech pela revista AgriTech Review em 2021.

## Aplicação móvel
Para além da versão web, a Wisecrop disponibiliza uma aplicação móvel para dispositivos Android e iOS. A aplicação permite aos agricultores aceder às funcionalidades da plataforma em qualquer lugar, facilitando a monitorização remota das explorações e a gestão das operações diárias. Está disponível para download na Google Play Store.

## Parcerias e integrações
A Wisecrop colabora com diversas instituições e empresas do setor agrícola para melhorar continuamente a sua plataforma. Estas parcerias incluem universidades, centros de investigação, associações agrícolas e fabricantes de equipamentos. A empresa integra a sua tecnologia com sensores agrícolas, estações meteorológicas e outras soluções digitais, permitindo que os agricultores tenham acesso a um ecossistema completo de ferramentas para a gestão agrícola.